# フランティシェク・チャペック
フランティシェク・チャペック（František Čapek、1914年10月24日 - 2008年1月31日）は、チェコスロバキアのピセク出身のカヌー選手。
1948年ロンドンオリンピックのカヌー競技におけるカヤックシングル10000mで優勝し金メダルを獲得した。1954年にもフランスのマコンで開催されたカヌーフラットウォーターレーシング世界選手権大会で準優勝した。